# José del Campillo
José del Campillo, né le 13 février 1693 et mort le 11 avril 1743, est une personnalité politique espagnole.

## Biographie
D'origine fort méconnue, José del Campillo naît en 1695.
Il étudie le latin, est au service de Don Antonio Maldonado, prébende de Cordoue, qui souhaite apparemment le former comme prêtre, mais José del Campillo refuse d'entrer dans les ordres. Il quitte le service de Maldonado en 1713, à l'âge de dix-huit ans.
En 1717 il suscite l'intérêt de José Patiño Rosales.
En 1741, alors que l'Espagne est empêtrée dans une guerre terrestre en Italie et une guerre navale avec l'Angleterre, il est appelé par le roi pour prendre la place de premier ministre.
José del Campillo meurt subitement le 11 avril 1743.